# Medak újvára
Medak újvára (horvátul: Novi grad Medak) egy várrom Horvátországban, Likában, a Gospićhoz tartozó Medak település területén.

## Fekvése
A Medak falu déli részén emelkedő 693 méteres Medak-hegyen találhatók maradványai.

## Története
A vár már Mercator 1530 körüli térképén is szerepel „Medac Nouva” néven. Építési idejéről, sorsáról semmit nem tudunk. Valószínűsíthető, hogy a török háborúkban pusztult el. A vár egyetlen, ismert alaprajzát Ivan Kukuljević Sakcinski készítette el a 19. század végén. A rajz alapján egy meglehetősen tágas vár volt itt. Központi része egy kerek torony volt. A rajz alapján, a torony bejárata a keleti oldalon volt megtalálható. A toronynak északról egy sokszögletű építmény támaszkodott, melynek maradványai ma is megfigyelhetők a torony mellett. A hegy egészét is egy fallal övezték, mely csak nyomaiban látható a hegy oldalában.

## A vár mai állapota
A hegy tetején egy 9,80 méteres átmérőjű kerek torony állt, melynek alapjai ma is könnyedén felismerhetők. A tornyot egy fallal védett várudvar övezte. A torony ma már csak egy földkúp alakjában létezik, de az udvart övező ovális fal déli és keleti szakasza még mindig 1-2 méter magasan áll. Jó állapotban maradt fenn a belső fal északkeleti része, a sokszögű építménytől és a fal közötti átjárótól a sarokig, ahol a fal egy derékszöget képezve halad egy kisebb, négyszögletes építményig. Az övező fal déli részének közepén egy helyiség látható, ami azonban akár újkori is lehet. A torony és a fallal övezett együttest egykor a sziklacsúcs természetes teraszának peremén végigfutó újabb fallal vehették körbe, de ennek már nincsenek látható maradványai. A várhoz egy spirálisan, a hegy körül kiépített út vezetett fel, melyből feltételezhető a bejárat helye, de a bejárati torony, ha létezett már nem látható.